# Hila Bronstein

Hila Bronstein

Hila Bronstein (* 26. Juli 1983 in Tel Aviv, Israel; hebräisch הילה ברונשטיין) ist eine deutsch-israelische Popsängerin. Bekannt wurde sie 2001 als Sängerin der R&B/Pop-Gruppe Bro’Sis.

## Leben
Hila Bronstein ist die zweite Tochter von Amir Bronstein, einem israelischen Schlagzeuger und Songwriter und seiner Frau Mary-Christine, einer afrikanischen Sängerin. 1985, im Alter von zwei Jahren, verließ sie mit ihrer Familie Israel. Nach einer einjährigen Zwischenstation in Amsterdam (Niederlande) ließ sich die Familie schließlich in Frankfurt am Main (Deutschland) nieder. Dort wuchs sie dreisprachig (hebräisch, deutsch und englisch) auf und besuchte die Musterschule, wo sie an Theater- und Tanzkursen teilnahm. Mit 6 Jahren trat sie mit Eternal Flame von The Bangles bei der Mini Playback Show auf.

### Bro’Sis
siehe Hauptartikel: Bro’Sis
2001 entschied sich Bronstein an einem Casting für die zweite Staffel der Sendung Popstars teilzunehmen. Mit Show Me Heaven von Maria McKee konnte sie die Jury von sich überzeugen.
In der „Flughafen-Show“ in Düsseldorf musste sie sich mit den anderen Kandidaten zunächst einem Tanztraining bei Detlef Soost und danach einem Gesangstraining bei Vocalcoach Artemis Gounaki unterziehen, bevor entschieden wurde, dass sie am zweiwöchigen Workshop in Ibiza teilnehmen durfte.
Hier blieben von den 33 Kandidaten am Ende des Workshops drei weibliche und fünf männliche Kandidaten übrig, die in ein Loft in München einzogen. In einer Sondersendung am 11. November 2001 wurde Bronstein von den Jurymitgliedern Soost und Christensen als Erste in die Band Bro’Sis gewählt. Das Debüt-Album Never Forget (Where You Come From) und die Debüt-Single I Believe wurden ein großer Erfolg und konnten sich auf Platz 1 der deutschen Hitparaden platzieren. Neben der Band arbeitete Bronstein als Model für Magazine wie Max, JOY Celebrity, Yam und Maxim. Sie war kurzfristig mit ihrem Bandkollegen Faiz Mangat liiert. Nach dem Ausstieg von Indira Weis veröffentlichte die Band noch die Alben Days of Our Lives und Showtime, bevor sie sich 2006 endgültig auflöste.

### Solokarriere
Nach dem Ende von Bro’Sis gab sie eigene, kleinere Konzerte im Frankfurter Raum und war Teil von Me and the Heat, einer Coverband aus Baden-Württemberg und sang mit ihnen auf verschiedenen Festivals und Messen. Ihr erstes Soloprojekt war 2005 das Duett Warum mit Curse, für den zweiten Teil der Victory-Reihe von DJ Kitsune. Für die Mixtape-Serie Opium von Rasul erschien auf Opium Vol.2 im Oktober 2006 das Lied Thank U. Auf ihrem MySpace-Profil stellte sie im November 2006 ihren ersten Solosong Loosing myself vor. Im April 2008 veröffentlichte Bronstein das Duett Eine Chance, das sie mit dem deutschen Rapper Franky Kubrick für dessen Album DramaKing aufgenommen hatte. Im Oktober 2008 veröffentlichte Bronstein erneut für die Victory-Reihe von DJ Kitsune ihr erstes deutschsprachiges Lied Streben nach Glück, ein Duett mit dem Rapper Mnemonic. Die Zusammenarbeit kam durch ihren Produzenten B.A. (TheGERMINATORS) zustande, mit dem Hila zuvor das Lied Loosing myself geschrieben hatte.
Zudem ist Bronstein auch als Songwriterin tätig. Das Album Moonrise von Loona enthält das Lied No One Loves You (Like I Do), das sie ein paar Jahre zuvor aus Liebeskummer schrieb.

## Diskografie (Gastauftritte)
- 2005: Warum? (mit Curse; aus Victory 2)
- 2006: Thank U (mit Rasul; aus Opium Volume 2)
- 2008: Eine Chance (mit Franky Kubrick; aus seinem Album DramaKing)
- 2008: Streben nach Glück (mit Mnemonic; aus DJ Kitsunes Album Victory)
- 2010: Musik (mit Griot; aus seinem Album miCH)
- 2011: Welcome Home (mit Rasul, auf seinem Album Writing Colours)
- 2012: Heartbreaker (auf Yosoy Records: The Compilation)